# Joartigasia ruficaudis
Joartigasia ruficaudis là một loài ruồi trong họ Asilidae. Joartigasia ruficaudis được Hermann miêu tả năm 1912. Loài này phân bố ở vùng Tân nhiệt đới.